# Clotted cream
O clotted cream (em córnico: dehen molys, às vezes chamado de creme coagulado inglês, creme da Cornualha ou creme de Devonshire) é um creme espesso feito com o aquecimento de leite de vaca integral usando vapor ou banho-maria e, em seguida, deixando-o em panelas rasas para esfriar lentamente. Durante esse tempo, o conteúdo do creme sobe à superfície e forma "coágulos" ou "clouts", daí o nome. O clotted cream é um ingrediente essencial para o cream tea [en].
Embora sua origem seja incerta, o creme está associado às fazendas de laticínios do sudoeste da Inglaterra e, em particular, aos condados de Devon e Cornualha. O maior produtor comercial do Reino Unido é a Rodda's [en] em Scorrier [en], perto de Redruth, Cornualha, que pode produzir até 25 toneladas de clotted cream por dia.
Em 1998, o "Cornish clotted cream" (creme coagulado da Cornualha) foi registrado como uma Denominação de Origem Protegida (DOP) de acordo com a legislação da União Europeia. A designação pode ser usada se a produção seguir determinados requisitos, a partir de leite produzido na Cornualha, e o creme tiver um teor mínimo de gordura de 55%. Após o Brexit, a DOP também foi registrada de acordo com a legislação do Reino Unido. Ela é reconhecida como uma indicação geográfica na Geórgia, Islândia, Moldávia, Montenegro, Noruega, Sérvia, Suíça e Ucrânia.

## Descrição
"Sua tonalidade oriental, como a manhã de primavera,

Ou botões de ouro recém-nascidos;

Seu perfume suave, sua polpa delicada,

Deseja-se engolir tudo de um só gole,

Com certeza o homem nunca teve tantos dons ou temas

Como seu creme de Devonshire que derrete na boca."

"Um elogio sobre uma lata de clotted cream enviada por uma senhora de Exeter". (trecho)

—William Barry Peacock, Manchester, 1853
O clotted cream foi descrito como tendo um sabor de "nozes, leite cozido", e um "sabor doce rico" com uma textura granulosa, às vezes com glóbulos oleosos na superfície da crosta. É um creme espesso, com um teor de gordura muito alto (um mínimo de 55%, mas uma média de 64%). Para fins de comparação, o teor de gordura do creme de leite simples é de apenas 18%.
De acordo com a Food Standards Agency do Reino Unido, o clotted cream fornece 586 quilocalorias por 100 gramas.

## História

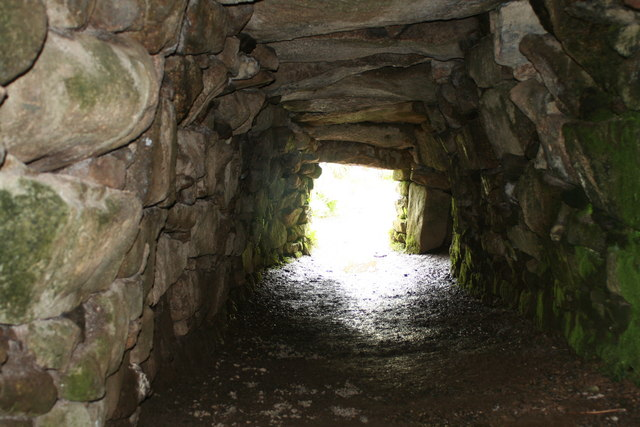
Um en da Cornualha da era romana.

Originalmente feito por fazendeiros para reduzir a quantidade de resíduos de seu leite, o clotted cream se tornou tão enraizado na cultura do sudoeste da Grã-Bretanha que está incorporado como parte das atrações turísticas da região. Embora não haja dúvida de sua forte e longa associação com a Cornualha e Devon, não se sabe ao certo a antiguidade de suas origens.
O The Oxford Companion to Food [en] segue o folclore tradicional, sugerindo que pode ter sido introduzido na Cornualha por comerciantes fenícios em busca de estanho. É semelhante ao kaymak (ou kajmak), uma iguaria do Oriente Próximo que é feita em todo o Oriente Médio, sudeste da Europa, Irã, Afeganistão, Índia e Turquia. Um creme coagulado semelhante, conhecido como urum, também é feito na Mongólia.
Especialistas contemporâneos em alimentos antigos, observando os comentários de Estrabão sobre a Grã-Bretanha, propuseram que os primeiros britânicos provavelmente teriam coagulado o creme para preservar seu frescor.
Mais recentemente, arqueólogos regionais associaram o fogou [en] de pedra, encontrado na Grã-Bretanha Atlântica, na França e na Irlanda como uma possível forma de "câmara fria" para a produção de leite, creme e queijo. Funções semelhantes são atribuídas a fazendas de Devon e da Cornualha.

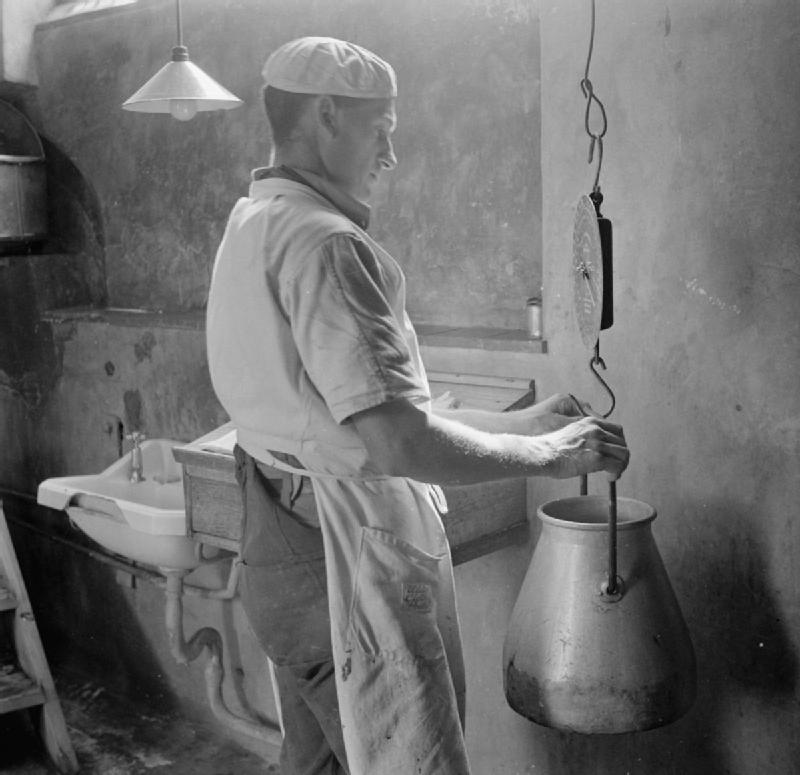
Pesando leite em en, 1942.

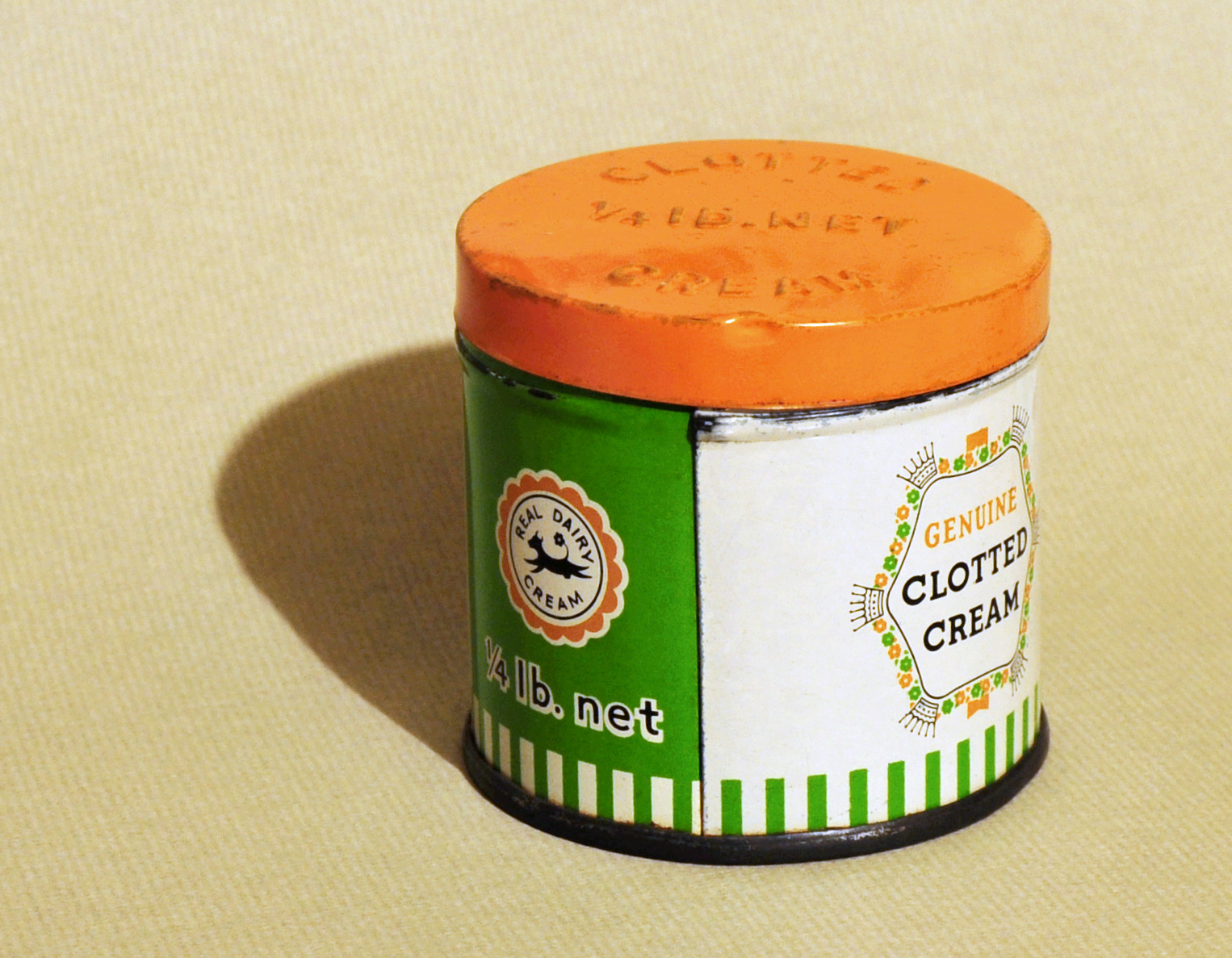
Uma lata que foi usada na década de 1970 para enviar clotted cream pelo correio de Devon.

Há muito tempo se discute se o clotted cream se originou em Devon ou na Cornualha, e qual condado o produz melhor. Há evidências de que os monges da Abadia de Tavistock [en] estavam produzindo clotted cream no início do século XIV. Depois que sua abadia foi saqueada pelos vikings em 997 d.C., os monges a reconstruíram com a ajuda de Ordulf, conde de Devon. Em uma reportagem da BBC, historiadores locais afirmaram que trabalhadores locais foram convocados para ajudar nos reparos, e os monges os recompensaram com pão, clotted cream e conservas de morango. O livro de culinária de 1658, The Compleat Cook, tinha uma receita de creme coagulado.
No século XIX, era considerado um alimento melhor do que o creme de leite "cru", pois esse creme poderia azedar e ser difícil de digerir, causando doenças. Um artigo de 1853 calcula que a criação de clotted cream produziria 25% mais creme do que os métodos regulares. Em Devon, era tão comum que, em meados do século XIX, era usado nos processos de formação da manteiga, em vez de bater o creme ou o leite. A manteiga feita dessa forma tinha uma vida útil mais longa e era livre de qualquer sabor negativo adicionado pela batedura.
Há muito tempo, os residentes locais do sudoeste da Inglaterra, ou aqueles que estão de férias, têm o costume de enviar pequenas latas ou tubos de clotted cream pelo correio para amigos e parentes em outras partes das Ilhas Britânicas.

### Denominação de Origem Protegida
Em 1993, foi feito um pedido para que o nome Cornish clotted cream (creme coagulado da Cornualha) tivesse uma Denominação de Origem Protegida (DOP) na União Europeia para o creme produzido pela receita tradicional da Cornualha. Esse pedido foi aceito em 1998. O creme deve ser feito com leite produzido na Cornualha e ter um teor mínimo de gordura de 55%. A cor única e levemente amarela do creme se deve aos altos níveis de caroteno na grama.

## Preparação
Tradicionalmente, o clotted cream era criado coando-se o leite de vaca fresco, deixando-o em uma panela rasa em um local fresco por várias horas para permitir que o creme subisse à superfície e, em seguida, aquecendo-o sobre brasas ou em banho-maria, antes de um resfriamento lento. Os coágulos que se formavam na parte superior eram então retirados com uma escumadeira de creme de cabo longo, conhecida em Devon como reamer ou raimer. Em meados da década de 1930, a maneira tradicional de usar o leite trazido diretamente do laticínio estava se tornando uma raridade em Devon, pois o uso de um separador de creme separava ativamente o creme do leite usando força centrífuga, o que produzia muito mais clotted cream do que o método tradicional com a mesma quantidade de leite.
Atualmente, há dois métodos distintos para a produção do clotted cream. O "método do creme flutuante" inclui escaldar uma camada flutuante de creme duplo no leite (desnatado ou integral) em bandejas rasas. Para escaldar, as bandejas são aquecidas com vapor ou água muito quente. Após a mistura ter sido aquecida por até uma hora, ela é resfriada lentamente por 12 horas ou mais, antes de o creme ser separado e embalado. O "método do creme escaldado" é semelhante, mas a camada de leite é removida e é usada uma camada de creme que foi mecanicamente separada para um nível mínimo de gordura. Esse creme é então aquecido de maneira semelhante, mas em uma temperatura mais baixa e, após um determinado período de tempo, é resfriado e embalado. No Reino Unido, o creme resultante é considerado equivalente ao pasteurizado para fins legais. Diferentemente da pasteurização, no entanto, não há exigência de que as temperaturas sejam registradas em gráficos termográficos. Como as temperaturas são mais baixas do que as usadas na pasteurização padrão, é necessário muito cuidado para garantir altos padrões de higiene.
O maior fabricante do Reino Unido é a Rodda's [en], uma empresa familiar com sede em Scorrier [en], Cornualha. Fundada em 1890, a empresa estava produzindo mais de 450.000 kg por ano em 1985. Em 2010, o diretor-gerente disse que eles poderiam produzir apenas 5 toneladas longas por dia em janeiro, mas até 25 toneladas longas por dia com a aproximação do Natal. No início da década de 1980, a Rodda's assinou acordos com companhias aéreas internacionais para servir pequenos potes de clotted cream com as sobremesas de bordo. A empresa considera os campeonatos anuais de tênis de Wimbledon um de seus períodos de pico de vendas. Como subproduto, para cada 450 L de leite usados, são produzidos 430 L de leite desnatado, que é então usado na fabricação de alimentos.
Um fabricante de Devon, a Definitely Devon, foi comprada pela Müller Milk & Ingredients [en] em março de 2006, fechando uma das duas fábricas de laticínios de Devon e transferindo toda a produção para Okehampton [en]. No entanto, em 2011, a Müller Milk & Ingredients vendeu a marca Definitely Devon para a Rodda's, que transferiu a produção da Definitely Devon para a Cornualha, o que causou alguma controvérsia, pois o nome não foi alterado, levando a uma investigação do Chartered Trading Standards Institute [en].
Em todo o sudoeste da Inglaterra, a fabricação de clotted cream é uma indústria caseira, com muitas fazendas e laticínios produzindo creme para venda em pontos de venda locais. O clotted cream também é produzido em Somerset, Dorset, Herefordshire, Pembrokeshire, e na Ilha de Wight.
Quando o autêntico clotted cream não está disponível, há maneiras de criar um produto substituto, como misturar mascarpone com chantilly, um pouco de açúcar e extrato de baunilha.

## Usos

### Cream tea

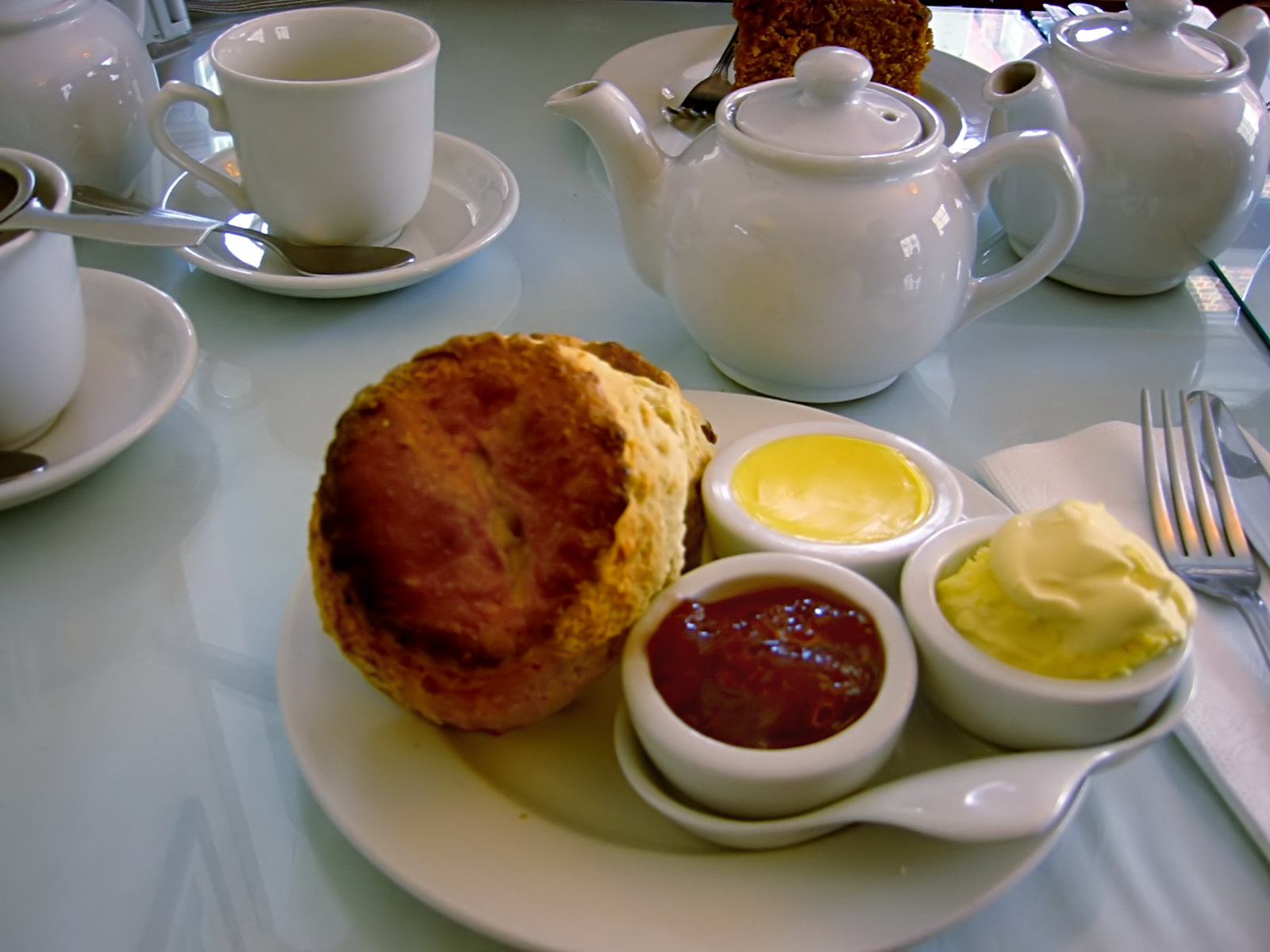
Cream tea moderno.

O clotted cream é uma parte essencial do cream tea [en], um dos favoritos dos turistas, especialmente na Cornualha e em Devon. Ele é servido em scones - ou no mais tradicional "splits" - com geleia de morango, juntamente com um bule de chá. Tradicionalmente, há diferenças na maneira como é consumido em cada condado: em Devon, o creme é tradicionalmente espalhado primeiro no scone, com a geleia por cima. Na Cornualha, a geleia é espalhada primeiro com uma colherada de creme. O cream tea se espalharou pelo sul da Austrália quando os primeiros imigrantes da Cornualha e de Devon levaram suas receitas tradicionais com eles. Em 2010, a Langage Farm, em Devon, iniciou uma campanha para que o "Devon cream tea" tivesse uma denominação de origem protegida semelhante à do "Cornish clotted cream". Uma variação do cream tea é chamada de "Thunder and Lightning", que consiste em uma rodada de pão coberta com clotted cream e xarope dourado, mel ou melaço.

### Confeitaria
O clotted cream pode ser usado como acompanhamento de sobremesas quentes ou frias. O clotted cream, especialmente o de Devon, onde é menos amarelo devido aos níveis mais baixos de caroteno na grama, é usado regularmente em panificação. Ele é usado em todo o sudoeste da Inglaterra na produção de sorvete e fudge.

### Pratos salgados
O clotted cream é usado em alguns pratos salgados e pode ser incorporado ao purê de batatas, risoto ou ovos mexidos.

### Histórico
O creme de repolho (que não contém repolho, apesar do nome) era uma iguaria em meados do século XVII: camadas de clotted cream eram intercaladas com açúcar e água de rosas, criando um efeito semelhante ao do repolho quando servido. Era um acompanhamento comum para o junket, uma sobremesa à base de leite que saiu de moda em meados do século XX.

## Literatura e folclore
O clotted cream foi mencionado em The Shepheardes Calender [en], um poema de Edmund Spenser de 1579:
Ela não desprezava o simples pastor,
Pois ela o chamaria com frequência de "heam",

E lhe dava coalhada e clotted cream.
Assim como acontece com muitos ícones da Cornualha e de Devon, o clotted cream está enraizado no folclore local. Por exemplo, um mito fala de Jenny, que seduziu o gigante Blunderbore [en] (às vezes chamado de Moran) alimentando-o com clotted cream. Ele acabou se apaixonando por ela e a tornou sua quarta esposa. Outro mito, de Dartmoor, fala de uma princesa que queria se casar com um príncipe elfo, mas, de acordo com a tradição, tinha que se banhar em creme puro primeiro. Uma bruxa que queria o príncipe para sua filha continuava azedando o creme. Por fim, o príncipe ofereceu à princesa um clotted cream que a bruxa não conseguiu azedar.
O clotted cream também é mencionado como um dos alimentos básicos dos hobbits nos livros O Senhor dos Anéis, de J.R.R. Tolkien.